# Yên Phú, Ý Yên
Yên Phú là một xã cũ thuộc huyện Ý Yên, tỉnh Nam Định, Việt Nam.
Xã có diện tích 6,14 km², dân số năm 1999 là 7.078 người, mật độ dân số đạt 1.153 người/km².

## Vị trí địa lý
Xã Yên Phú phía Tây tiếp giáp sông Đáy, phía Nam tiếp giáp xã Yên Hưng, phía Đông Nam tiếp giáp xã Yên Khánh, phía Đông và Bắc tiếp giáp xã Yên Chính.